# 达摩丰
达摩丰，约活动于公元前2世纪前后。古希腊迈塞内的雕刻家之一，公元前200年至公元前150年为其创作期。他的作品主要为祭拜雕塑以及位于伯罗奔尼撒半岛的一些大型雕塑群。此外，他还对菲迪亚斯在奥林匹斯山所造的宙斯像进行了修复。 

## 扩展阅读
- 本条目包含来自公有领域出版物的文本: Chisholm, Hugh (编).  (第11版). London: Cambridge University Press. 1911.